# Friedrich Steudel
Friedrich Steudel (* 27. September 1866 in Tuttlingen; † 9. November 1939 in Bremen) war ein deutscher Theologe.

## Biografie
Steudel war der Sohn eines Pastors aus Tuttlingen. Er besuchte das Gymnasium und studierte Theologie an der Universität Halle, der Universität Zürich und der Universität Berlin. Nach dem Studium war er 1892 Pastor in Weinsberg. Auf Grund seiner freisinnigen theologischen Auffassung wurde er entlassen. 
1897 berief ihn die Rembertigemeinde in Bremen zum Pastor. Er kritisierte hier die traditionell überlieferte Religionsauffassung und vertrat eine naturwissenschaftliche und philosophische Interpretation der Bibel. Er lehnte Autoritäten ab. Eng verbunden war er mit den Vertretern einer Reformtheologie, des kirchlichen Bremer Radikalismus, wie Domprediger Oscar Mauritz sowie den St.-Martini-Predigern Albert Kalthoff und Emil Felden. Diese Theologen waren wie er Mitglied in dem  von Ernst Haeckel initiierten, 1906 gegründeten Deutschen Monistenbund, einer Vereinigung, die für eine Weltanschauung des Prinzips der Einheit von Natur und Geist eintrat. Als Kalthoff 1906 Vorsitzender dieses Bundes wurde, schritt der Senat der Freien Hansestadt Bremen ein und zwang die im Monistenbund engagierten Bremer Pastoren Steudel und Mauritz (Kalthoff war inzwischen verstorben), 1907 aus dem Bund auszutreten. 
Er verfasste das Bremer Wanderbuch, das 1904, 1905 und 1934 aufgelegt wurde. Am Beginn der Zeit des Nationalsozialismus ging er im Oktober 1933 in den Ruhestand.

## Schriften (Auswahl)
- Geschichte der christlichen Religion im Abriß. Für die Hand der Schüler. Winter, Bremen 1901.
- Bremer Wanderbuch. Ein Führer für Fußgänger und Radfahrer; Beschreibung aller lohnenden Ausflüge in Bremens nähere und weitere Umgebung. Winter, Bremen 1904 (Vorschau der 2. Auflage 1905).
- Das Christusproblem und die Zukunft des Protestantismus. Schrötel, Zürich/Leipzig 1909.
- Im Kampf um die Christusmythe. Eine Auseinandersetzung insbesondere mit J. Weiß, P. W. Schmiedel, A. Harnack, Chwolson. Diederichs, Jena 1910.